# Lijst van Tweede Kamerleden voor de Plattelandersbond
Een overzicht van alle voormalige Tweede Kamerleden voor de Plattelandersbond.
| Tweede Kamerlid       | Begindatum        | Einddatum         |
| --------------------- | ----------------- | ----------------- |
| Rients Feikes de Boer | 25 juli 1922      | 14 september 1925 |
| Frederik Bos          | 17 september 1918 | 26 september 1918 |
| Arend Braat           | 18 september 1919 | 8 mei 1933        |